# Al Roker
Albert Lincoln "Al" Roker, Jr. (Queens, Nueva York, 20 de agosto de 1954) es un meteorólogo televisivo, actor, y autor de origen estadounidense. Es más conocido como el presentador del tiempo en Today, un programa matutino de la National Broadcasting Company (NBC). El 20 de julio de 2009, comenzó copresentar su nuevo programa matinal, Wake Up With Al, que se emite en las días laborables por The Weather Channel desde las 06:00 hasta las 07:00, Tiempo del Este. También posee un sello expirado con la American Meteorological Society. Es el autor de The Morning Show Murders, una novela de misterio sobre un cocinero y presentador famoso que se introduce en intriga y caos internacional.

## Inicios
Roker nació en Queens, Nueva York, el hijo de Isabel, de origen jamaicano, y Albert Lincoln Roker, Sr., un negociador de relaciones laborales, conductor de autobús, y despachador de ascendencia bahameño. Roker inicialmente quería ser un dibujante. Fue criado católico (en la fe de su madre) y graduó de Xavier High School en Manhattan. Trabajó en varios proyectos como un miembro del "Cartooning & Illustration Club" en la escuela. Asistió a la Universidad Estatal de Nueva York en Oswego, donde especializó en diseño gráfico así como difusión/periodismo. Roker es un primo de la actriz Roxie Roker, que es más notable por su papel en la serie The Jeffersons y es la madre de Lenny Kravitz, un músico popular de rock.

## Carrera

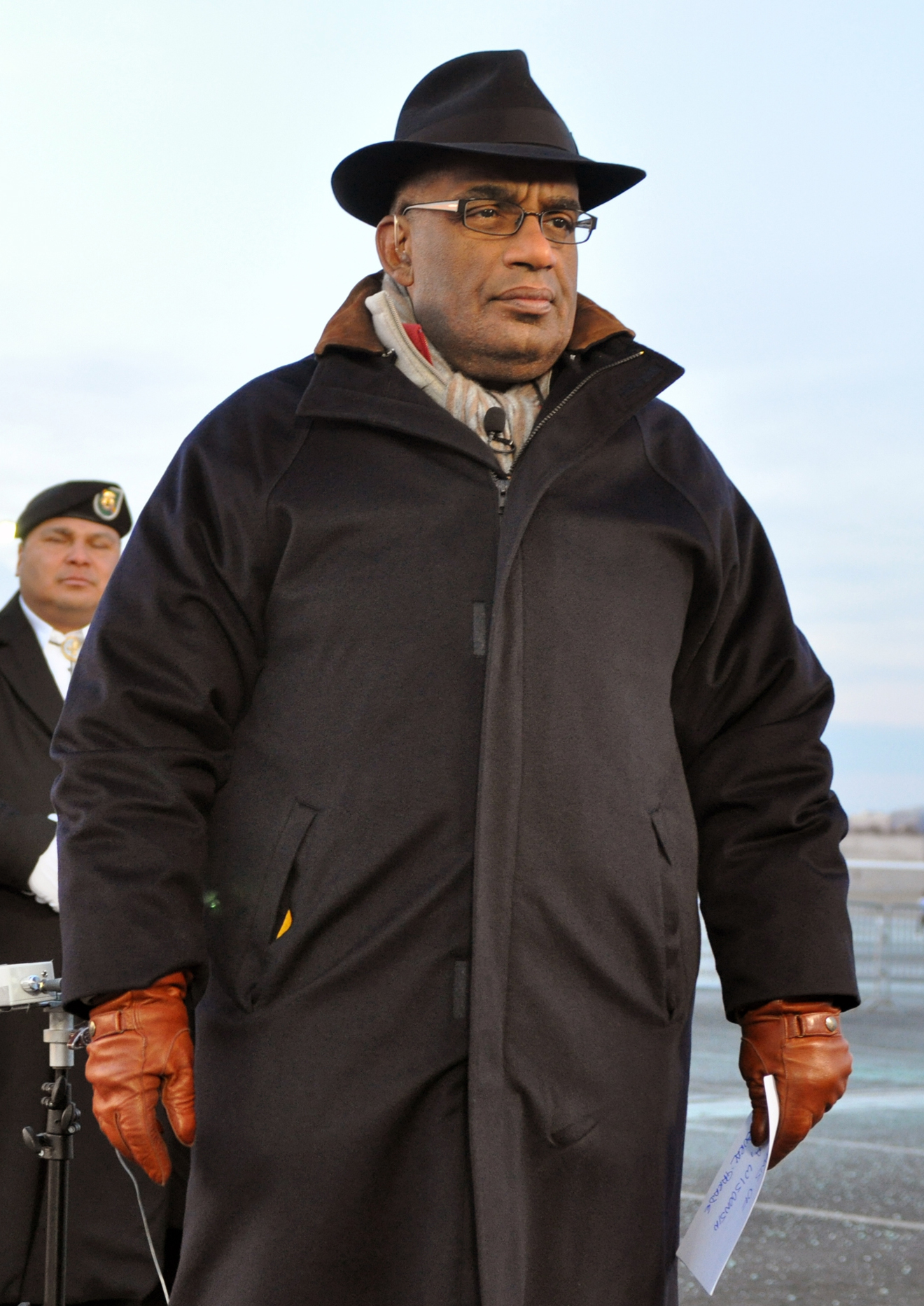
Roker fuera del Pentágono

Antes de su reconocimiento nacional, Roker trabajó como un presentador de tiempo para WHEN-TV (ahora WTVH), un filial de la Columbia Broadcasting System (CBS) en Siracusa, Nueva York, desde 1974 hasta 1976, cuando todavía fue inscrito en la UENY Oswego. Tras la finalización de sus estudios universitarios, Roker se trasladó a Washington D. C. y pasó a encargarse del pronóstico meteorológico para WTTG, una estación independiente que entonces era propiedad de Metromedia, y permaneció allí durante los dos años siguientes.
Roker empezó su carrera con la NBC en 1978 cuando fue contratado en WKYC-TV, Cleveland, Ohio, que posteriormente sería adquirida por la NBC. Tras cinco años exitosos en Cleveland, Roker fue promovido al filial primario de la cadena, WNBC-TV en su ciudad natal. Roker regresó a Nueva York a finales de 1983 como un meteorólogo para los fines de semana y durante ocho meses se encargó del pronóstico del tiempo toda la semana. Roker reemplazó al Dr. Frank Field, un veterano de WNBC que llevaba 27 años en la cadena y la abandonó después de una disputa contractual. Desde 1983 hasta 1996, Roker fue el sustituto habitual del meteorólogo Joe Witte en el programa NBC News at Sunrise, y desde 1990 hasta 1995, sustituyó para Willard Scott en The Today Show. En 1995, se convirtió en el presentador de The Al Roker Show, un programa de entrevistas emitido durante los fines de semanas por CNBC. En 1996 y 1997, fue el presentador de un programa de concursos en MSNBC llamado Remember This?
Roker comenzó a recibir una mayor exposición, sobre todo cuando David Letterman le pidió que hiciera una carrera ascensor con él en un episodio de su talk show Late Night with David Letterman, que grabó otro lado del pasillo al estudio de noticias de WNBC en el Edificio GE. Ese llevó Roker a conseguir un trabajo como el presentador del tiempo en Weekend Today, donde presentó el tiempo durante nueve años. También sustituyó en la edición principal de Today cuando Willard Scott estaba enfermo o viajando. En 1996, Scott anunció su semiretiro de la serie, y Roker recibió una posición como el presentador del tiempo para la edición en días laborables de Today, donde ha servido en esta posición desde entonces. Oficialmente unió Today el 26 de enero de 1996. Roker se hizo popular porque daba sus pronósticos fuera del estudio, entrevistando a los miembros de la audiencia y dando tiempo en cámara a algunos de ellos. Con el paso del tiempo también comenzó hacer más entrevistas y segmentos en el programa.
En 2005, Roker informó desde el centro del huracán Wilma. Un video viral que es popular en el Internet muestra a Roker perdiendo el equilibrio contra la fuerza del huracán y aferrándose a su camarógrafo.
Roker es fan de los concursos televisivos, y presentó un segmento con una semana de duración en Today que honró cinco concursos y sus presentadores. También apareció como un concursante en ediciones para celebridades de tanto Wheel of Fortune y Jeopardy! En 2008, la pelea de Roker alojado NBC Celebrity Family. Roker también sustituyó para Meredith Vieira para una semana en Who Wants to Be a Millionaire en marzo de 2007.
Roker también presenta varios programas de The Food Network, es decir, Roker on the Road y Tricked-Out Tailgating. También es el autor de varios libros sin ficción, y un entusiasta ávido de la parrillada.
Roker era también el pronóstico de varias estaciones de radio, incluyendo la emisora de smooth jazz WQCD (101.9 FM, Nueva York) y la emisora de smooth jazz WNWV (107.3 FM, Cleveland). El servicio se llamó la "Al Roker Weather Radio Network," que fue proporcionada por United Stations Radio Networks. Desde entonces, ha sido sustituido en esas redes por AccuWeather. A partir de 2010, Roker tiene un trabajo de lunes a viernes desde las 06:00 hasta las 11:00 en The Weather Channel (TWC).

## Vida personal
La esposa actual de Roker, su tercera, es la periodista Deborah Roberts, que ha informado tanto para la ABC y la NBC, con la cual tiene tres hijos.
Según el artículo "25 Things You Did Not Know About Me" de la revista Us Weekly (julio de 2011), Roker es primo de la madre del roquero Lenny Kravitz.